# Ozero Tjernitsa
Ozero Tjernitsa (ryska: Озеро Черница) är en sjö i Belarus.   Den ligger i voblasten Vitsebsks voblast, i den nordöstra delen av landet, 190 km nordost om huvudstaden Minsk. Ozero Tjernitsa ligger 148 meter över havet. Arean är 0,13 kvadratkilometer. Den sträcker sig 0,6 kilometer i nord-sydlig riktning, och 0,5 kilometer i öst-västlig riktning.
Omgivningarna runt Ozero Tjernitsa är en mosaik av jordbruksmark och naturlig växtlighet. Runt Ozero Tjernitsa är det glesbefolkat, med 16 invånare per kvadratkilometer.